# ARFU Asian Rugby Championship 1984
Die ARFU Asian Rugby Championship war ein Wettbewerb für asiatische Nationalmannschaften in der Sportart Rugby Union. Es handelte sich um die neunte Ausgabe der vom Verband Asian Rugby Football Union (ARFU) organisierten Rugby-Union-Asienmeisterschaft. Beteiligt waren acht Mannschaften, die vom 21. bis 27. Oktober an einem Turnier in Fukuoka in zwei Gruppen gegeneinander antraten. Nach dem Finale stand Japan zum achten Mal als Asienmeister fest.

## Vorrunde

### Gruppe A
|    | Land      | Spiele | Siege | Unent. | Ndlg. | Spiel- punkte | Diff. | Tabellen- punkte |
| -- | --------- | ------ | ----- | ------ | ----- | ------------- | ----- | ---------------- |
| 1. | Südkorea  | 3      | 3     | 0      | 0     | 212:9         | + 203 | 6                |
| 2. | Thailand  | 3      | 1     | 1      | 1     | 27:116        | − 89  | 3                |
| 3. | Sri Lanka | 3      | 1     | 0      | 2     | 23:90         | − 67  | 2                |
| 4. | Malaysia  | 3      | 0     | 1      | 2     | 36:83         | − 47  | 1                |

| 21. Oktober 1984 | Südkorea | 69 : 3 | Sri Lanka | Honjō-Leichtathletikstadion, Fukuoka |
| 21. Oktober 1984 |          |        |           | Honjō-Leichtathletikstadion, Fukuoka |

| 21. Oktober 1984 | Malaysia | 18 : 18 | Thailand | Honjō-Leichtathletikstadion, Fukuoka |
| 21. Oktober 1984 |          |         |          | Honjō-Leichtathletikstadion, Fukuoka |

| 23. Oktober 1984 | Südkorea | 51 : 6 | Malaysia | Honjō-Leichtathletikstadion, Fukuoka |
| 23. Oktober 1984 |          |        |          | Honjō-Leichtathletikstadion, Fukuoka |

| 23. Oktober 1984 | Thailand | 9 : 6 | Sri Lanka | Honjō-Leichtathletikstadion, Fukuoka |
| 23. Oktober 1984 |          |       |           | Honjō-Leichtathletikstadion, Fukuoka |

| 25. Oktober 1984 | Sri Lanka | 14 : 12 | Malaysia | Honjō-Leichtathletikstadion, Fukuoka |
| 25. Oktober 1984 |           |         |          | Honjō-Leichtathletikstadion, Fukuoka |

| 25. Oktober 1984 | Südkorea | 92 : 0 | Thailand | Honjō-Leichtathletikstadion, Fukuoka |
| 25. Oktober 1984 |          |        |          | Honjō-Leichtathletikstadion, Fukuoka |

### Gruppe B
|    | Land     | Spiele | Siege | Unent. | Ndlg. | Spiel- punkte | Diff. | Tabellen- punkte |
| -- | -------- | ------ | ----- | ------ | ----- | ------------- | ----- | ---------------- |
| 1. | Japan    | 3      | 3     | 0      | 0     | 182:10        | + 172 | 6                |
| 2. | Taiwan   | 3      | 2     | 0      | 1     | 72:50         | + 22  | 4                |
| 3. | Hongkong | 3      | 1     | 0      | 2     | 67:70         | − 3   | 2                |
| 4. | Singapur | 3      | 0     | 0      | 3     | 12:203        | − 191 | 0                |

| 21. Oktober 1984 | Taiwan | 55 : 3 | Singapur | Honjō-Leichtathletikstadion, Fukuoka |
| 21. Oktober 1984 |        |        |          | Honjō-Leichtathletikstadion, Fukuoka |

| 21. Oktober 1984 | Japan | 54 : 0 | Hongkong | Honjō-Leichtathletikstadion, Fukuoka |
| 21. Oktober 1984 |       |        |          | Honjō-Leichtathletikstadion, Fukuoka |

| 23. Oktober 1984 | Hongkong | 64 : 3 | Singapur | Honjō-Leichtathletikstadion, Fukuoka |
| 23. Oktober 1984 |          |        |          | Honjō-Leichtathletikstadion, Fukuoka |

| 23. Oktober 1984 | Japan | 44 : 4 | Taiwan | Honjō-Leichtathletikstadion, Fukuoka |
| 23. Oktober 1984 |       |        |        | Honjō-Leichtathletikstadion, Fukuoka |

| 25. Oktober 1984 | Taiwan | 13 : 3 | Hongkong | Honjō-Leichtathletikstadion, Fukuoka |
| 25. Oktober 1984 |        |        |          | Honjō-Leichtathletikstadion, Fukuoka |

| 25. Oktober 1984 | Japan | 84 : 6 | Singapur | Honjō-Leichtathletikstadion, Fukuoka |
| 25. Oktober 1984 |       |        |          | Honjō-Leichtathletikstadion, Fukuoka |

## Platzierungsspiele

### Spiel um Platz 3
| 27. Oktober 1984 | Taiwan | 30 : 3 | Thailand | Honjō-Leichtathletikstadion, Fukuoka |
| 27. Oktober 1984 |        |        |          | Honjō-Leichtathletikstadion, Fukuoka |

### Finale
| 27. Oktober 1984 14:15 JST | Japan                                                                          | 20 : 13        | Südkorea                            | Honjō-Leichtathletikstadion, Fukuoka Schiedsrichter: Michael Haydon (Hongkong) |
| 27. Oktober 1984 14:15 JST | Versuche: Chida Ōyagi Toshima Erhöhungen: Kobayashi Straftritte: Kobayashi (2) | (12:6) Bericht | Versuche: Man Straftritte: Chan (3) | Honjō-Leichtathletikstadion, Fukuoka Schiedsrichter: Michael Haydon (Hongkong) |